# State Parks in Delaware
Dies ist eine Liste der State Parks im US-Bundesstaat Delaware. Die Parks werden allesamt von der Delaware Division of Parks and Recreation verwaltet.
- Bellevue State Park

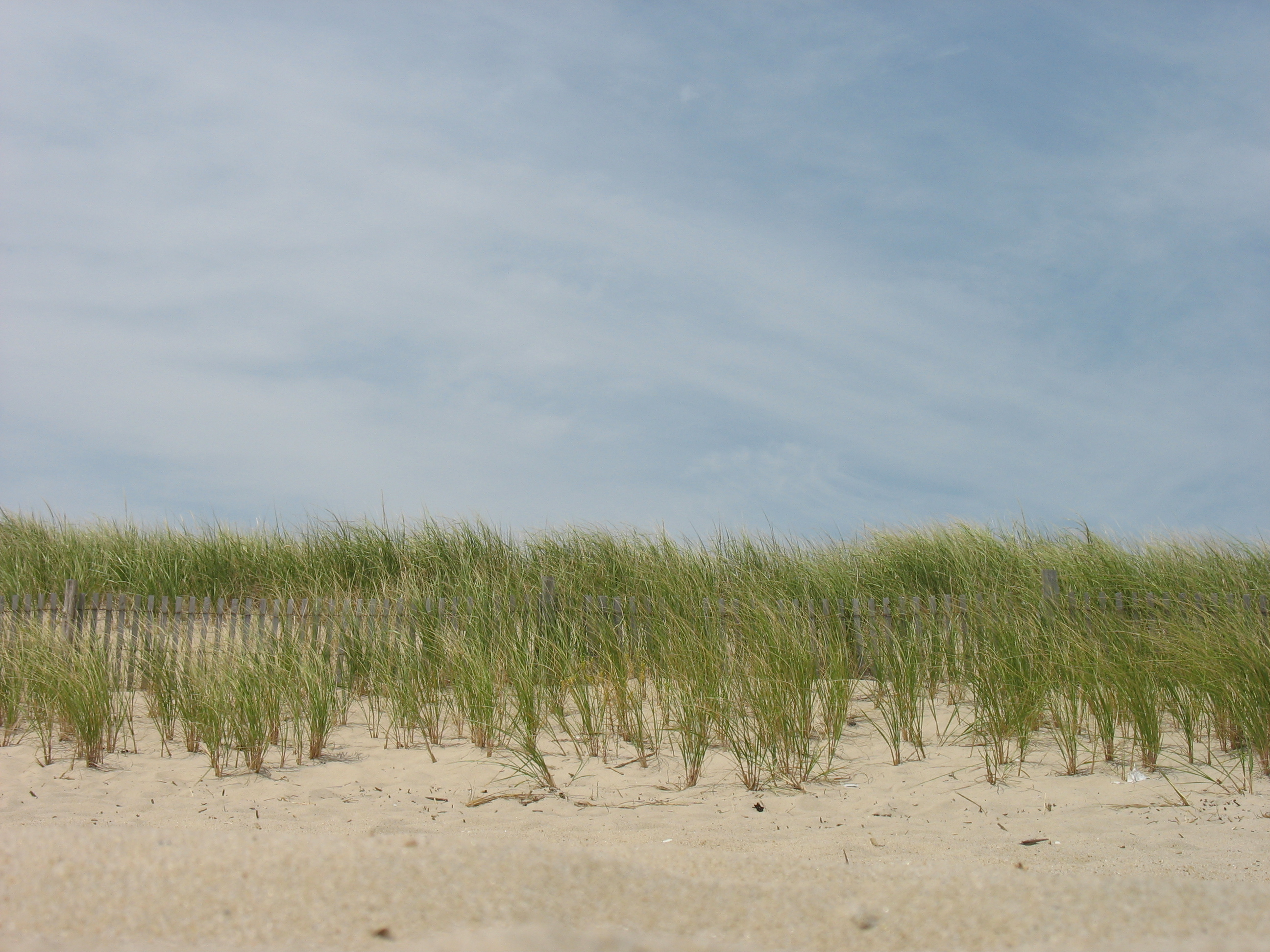
Delaware Seashore State Park

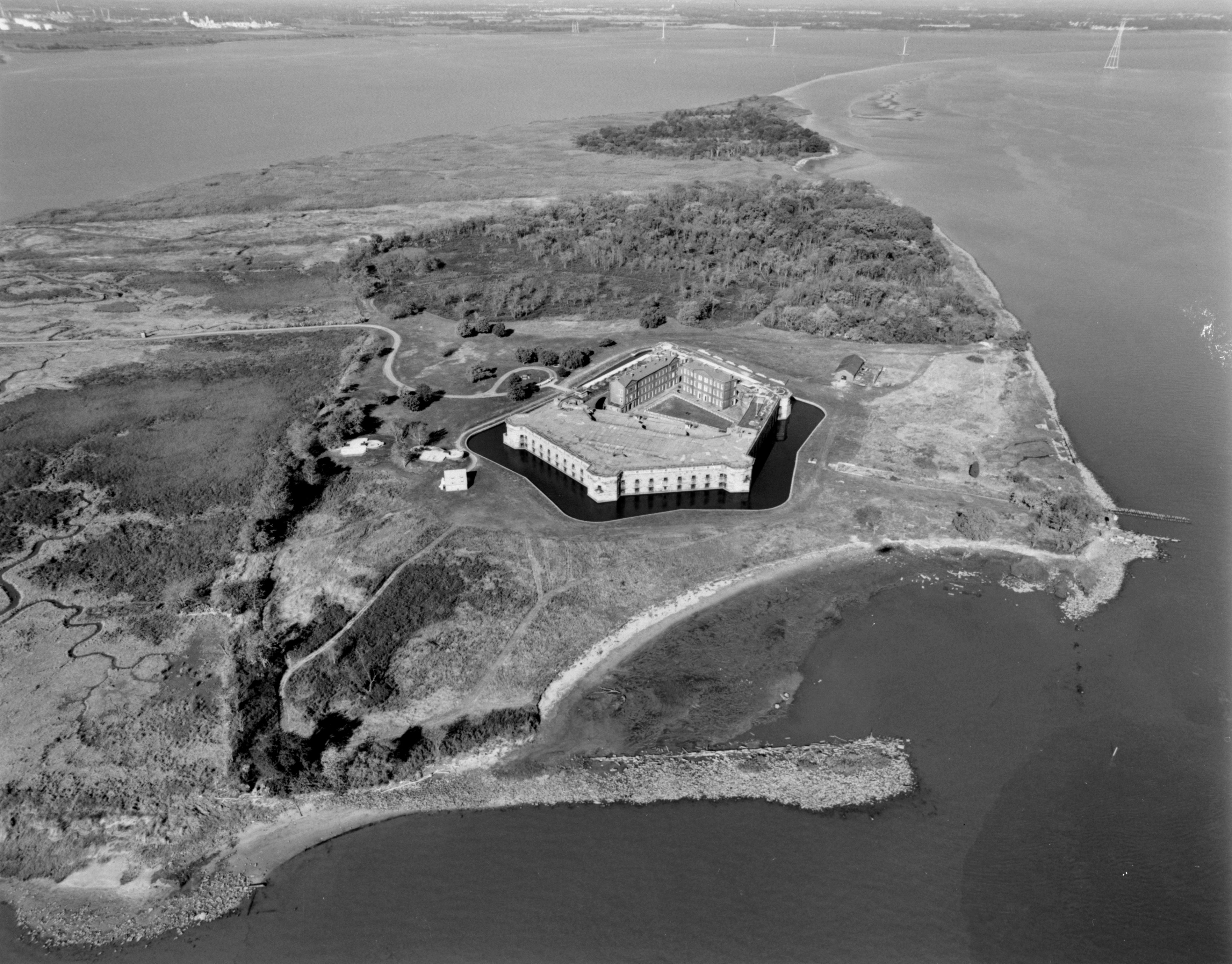
Fort Delaware State Park

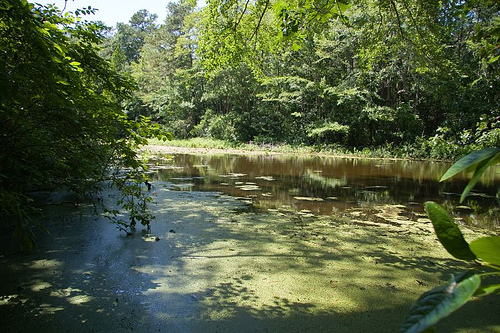
Trap Pond State Park

- Blue Ball Barn at Alapocas Run State Park
- Brandywine Creek State Park
- Brandywine Zoo
- Cape Henlopen State Park
- Delaware Seashore State Park
- Fenwick Island State Park
- First State Heritage Park at Dover
- Fort Delaware State Park
- Fort DuPont State Park
- Fox Point State Park
- Holts Landing State Park
- Killens Pond State Park
- Lums Pond State Park
- Trap Pond State Park
- White Clay Creek State Park